# Bojonggebang
Bojonggebang is een bestuurslaag in het regentschap Cirebon van de provincie West-Java, Indonesië. Bojonggebang telt 3875 inwoners (volkstelling 2010).